# Aci Trezza
Aci Trezza (Trizza en sicilien) est une frazione et une petite station balnéaire de la commune d'Aci Castello, située sur la côte de la mer Ionienne en Sicile, à une dizaine de kilomètres de la ville de Catane, dans la province homonyme. 
Depuis des siècles son histoire est liée à l'activité de la pêche, pratiquée encore aujourd'hui selon des méthodes traditionnelles.

## Caractéristiques

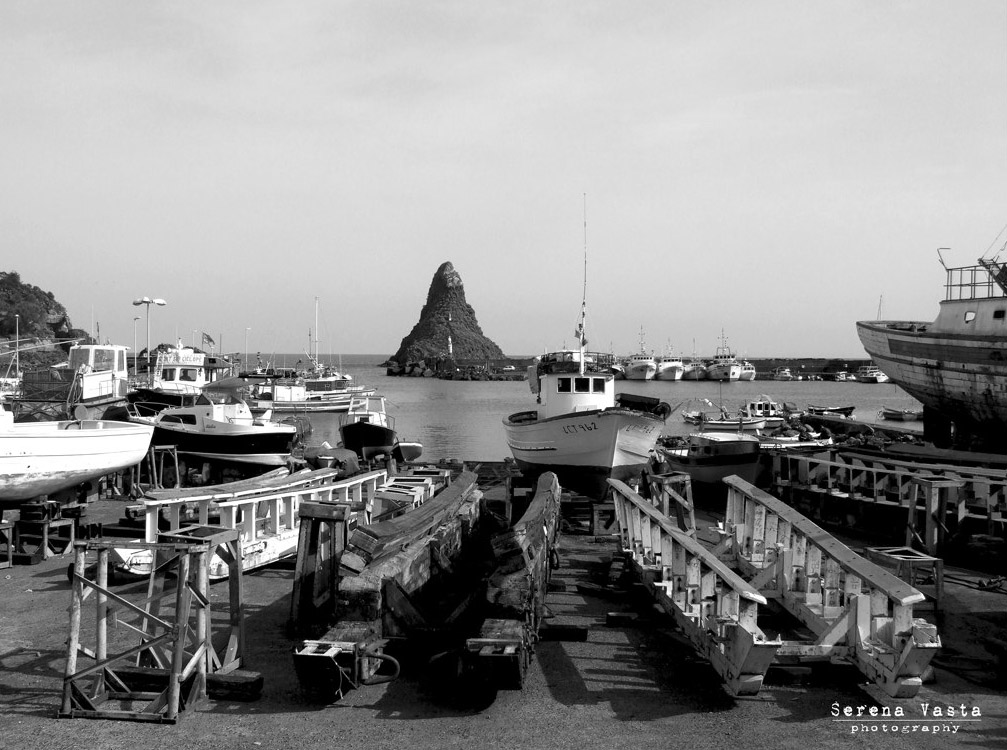
Cales de halage dans le port d'Aci Trezza.

Le site est caractérisé par des farraglioni appelés aussi « rochers des Cyclopes » : huit pittoresques pinacles de basalte qui selon la légende homérique aurait été lancés par le géant Polyphème vers Ulysse qui venait de l'aveugler. Non loin de la côte (à environ 400 m) se trouve l'île Lachea, qui accueille actuellement le siège d'une station d'études de biologie de l'Université de Catane.